# Kragujevac
Kragujevac (serbisk: Крагујевац) er med sine 150.623 (2018) indbyggere den fjerdestørste by i Serbien.
Det første gymnasium i Serbien blev grundlagt i byen i 1833/1838. Byen har en stor våbenfabrik samt bilfabrikken "Zastava", som laver Fiat-biler. Foruden dette havde byen (i det gamle Jugoslavien) mange tekstilfabrikker, som leverede tøj til mange lande i Europa, blandt dem også Danmark.
Byen nævntes første gang i den tyrkiske optegning fra 1476 som "Kragujofca" (tidligere torv). Under den tyske okkupation blev den lokale befolkning massakreret som hævn for partisanangrebet på de tyske tropper. Den 21. oktober 1941 blev flere tusinde indbyggere dræbt, blandt dem eleverne fra Kragujevac 1. Gymnasium. Monumentet V3 (som står for tredje 5. klasse) minder om de henrettede elever.

## Historie
Byen var det første hovedsæde for den moderne serbiske stat (1818-1841). Her blev grundlagt det første gymnasium i 1833, den første videregående skoleinstitution i Serbien i 1838, den første ret i 1820, det første teater i 1835, den første avis "Novine srbske" (den Serbiske avis), det første apotek, kunstgalleri, museum, bibliotek mm.
Beboelsen nævntes allerede i den anden halvdel af det 15. århundrede i de tyrkiske optegnelser som en landsby med 32 huse. Navnet stammer fra fuglen "Kraguj" som i middelalderen brugtes til jagt. Efter flere århundreder under det Osmanniske rige (og Østrig-Ungarn 1718-1739) blev byen befriet fra tyrkerne i 1815 og 3 år senere blev den udråbt til hovedstad for den nydannede stat. Derefter startede byens hurtige fremgang, grundlæggelse af institutioner af national betydning og massiv tilgang af indbyggere. I 1853, da den første kanon blev støbt, startede industrifremstillingen i Serbien. Fra dengang er byen kendt som industricenter, frem for alt for betydelig våbenproduktion og fra halvdelen af det 20. århundrede fremstilling af biler.
Den 21. oktober 1941 var den sorteste dag i byens historie, da der i Šumarice blev henrettet 7.000 indbyggere, blandt dem skoleelever og lærere. Til minde om dem afholdes hvert år den 21. oktober i Kragujevac "Den Store skoletime". Efter den 2. verdenskrig voksede byens industri, bilproduktionen startede og der kom massiv vækst i indbyggertallet. Dette fremskridt fortsatte indtil NATO-styrkerne bombede og ødelagde bilfabrikken, og følgerne af dette kan mærkes endnu.

## Ekstern henvisning
- Wikimedia Commons har flere filer relateret til Kragujevac
- Officiel hjemmeside Arkiveret 25. september 2006 hos  Wayback Machine